# 篭谷駅
篭谷駅（かごやえき）とは、秋田県大館市雪沢字篭谷にあった小坂製錬小坂線の駅。
茂内駅と古館駅の間に所在し、苗木沢トンネルを抜けたところの集落の中にあった。駅周辺には秋田県道2号大館十和田湖線（樹海ライン）が通る。

## 歴史
- 1956年（昭和31年）2月1日：同和鉱業小坂鉄道の駅として開業。
- 1994年（平成6年）10月1日：小坂製錬小坂線旅客事業廃止により廃駅。

## 隣の駅
小坂製錬小坂線
茂内駅 - 篭谷駅 - 古館駅